# Битва при Карусе
Битва при Карусе или Ледовая битва при Карусе — битва между войсками Великого княжества Литовского и объединёнными войсками Ливонского ордена, Дерптского и Эзель-Викского епископов, а также наместника датского короля в Ревеле Зифериты. Битва состоялась на льду замёрзшего Балтийского моря 16 февраля 1270 года.

## Предыстория
В 1260—1274 годах происходило Великое Прусское восстание против Тевтонского ордена. Ливонский орден готовился к набегу на Земгалию. Более того, он поправился от поражений в битве на озере Дурбе в 1260 году и Раковорской битве 1268 года.
Зимой 1270 года литовские войска совершили набег на Ливонию и дошли до острова Сааремаа, пройдя по льду замёрзшего Балтийского моря. На обратном пути, в проливе между островом Муху и деревней Карузе на западе Ливонии, их встретили рыцари Ливонского ордена вместе с ополченцами и своими союзниками. Общее руководство осуществлял магистр Ливонского ордена Отто фон Лаутенберг.

## Ход сражения
Литовское войско наспех сделало укрепление из саней обоза, поставив их полукругом. Ливонские рыцари атаковали в центре, выстроившись клином. Однако возле импровизированного укрепления рыцари потеряли свою маневренность, что позволило литовцам контратаковать.
Датские королевские войска на правом фланге и епископские на левом фланге отстали от ливонских рыцарей и не смогли вовремя подойти. Данное обстоятельство способствовало разгрому литовцами основных сил противника. Когда подошли войска епископов, битва возобновилась с новой силой. Однако литовцы одержали победу.

## Последствия
Литовцы потеряли убитыми порядка 1600 человек, однако сохранили добычу. Ливонская рифмованная хроника конца XIII века сообщает о 52 погибших рыцарях. В числе погибших оказался и магистр Ливонского ордена. Эта битва стала третьей по значимости победой над ливонскими рыцарями после битвы при Сауле (1236) и битвы при Дурбе (1260).
Новым магистром Ливонского ордена был избран Андреас фон Вестфален. Он решил поднять престиж Ливонии, для чего в 1270 году он организовал поход на Литву. Однако литовцы напали на его лагерь, где застали рыцарей врасплох. Ими были убиты магистр и около 20 рыцарей.